# Émile Laermans
Émile Laermans, né le 26 janvier 1914 à Bruxelles, est un joueur belge de basket-ball. 